# Amir Abdi
Amir Abdi (pers. ‏امیر عبدی‎; ur. 2002) – irański zapaśnik walczący w stylu klasycznym. Zajął piąte miejsce na mistrzostwach Azji w 2024. Pierwszy w Pucharze Świata w 2022. Wygrał wojskowe MŚ w 2024. Trzeci na MŚ U-23 w 2022 i na MŚ juniorów w 2022. Mistrz Azji juniorów w 2022 roku.